# Eston (Saskatchewan)
Pour les articles homonymes, voir Eston.
Eston est une communauté située dans la province de la Saskatchewan, dans le sud-ouest.